# Елко (окръг)
Окръг Елко (на английски: Elko County) е окръг в щата Невада, Съединени американски щати. Площта му е km², а населението – 52 168 души (2016). Административен център е град Елко.